# Залегощ
Залегощ (рос. Залегощь) — смт у Залегощенському районі Орловської області Російської Федерації.
Населення становить 4782 особи. Входить до муніципального утворення міське поселення Залегощ.

## Історія
Населений пункт розташований у межах Чорнозем'я та історичного Дикого Поля. Від 13 червня 1934 року після ліквідації Центрально-Чорноземної області населений пункт увійшов до складу новоствореної Курської області.
З 27 вересня 1937 року в складі новоствореної Орловської області.
Від 2013 року входить до муніципального утворення міське поселення Залегощ.

## Населення
| 1939  | 1959  | 1970  | 1979  | 1989  | 2002  | 2009  |
| ----- | ----- | ----- | ----- | ----- | ----- | ----- |
| 862   | ↗914  | ↗4633 | ↗5105 | ↗5744 | ↗6005 | ↘5414 |
| 2010  | 2012  | 2013  | 2014  | 2015  | 2016  | 2017  |
| ↘5338 | ↘5200 | ↘5145 | ↘5120 | ↘5074 | ↘5026 | ↘4939 |
| 2018  |       |       |       |       |       |       |
| ↘4890 |       |       |       |       |       |       |